# Sunway Lagoon
Sunway Lagoon est un complexe de loisirs situé à Subang Jaya dans l'État de Selangor en Malaisie.
Première section du parc, le parc aquatique est officiellement inauguré le 23 avril 1993 par le Premier ministre Mahathir Mohamad. La section Adventure Park ouvre le 12 mars 1994 et la section Fort Lagoon Wild Wild West ouvre le 27 mai 1995. Ces deux dernières sont regroupées sous l'appellation Amusement park. Au fil des ans, Sunway Lagoon fait l'acquisition de manèges et d'aires de jeux, dans le but d'améliorer l'attractivité. Un quartier, Wildlife Park, est dédié à la faune avec plus de 150 espèces animales. Fin 2008, Sunway Lagoon acquiert de nouveaux parcs : Extreme Park avec VTT, circuit de course de karting, paintball, mur d'escalade ou reverse bungee et Scream Park avec films d’horreur en relief et, en mai 2010, le laser game Terminator X: A Laser Battle for Salvation.
Adventure Park propose le circuit de montagnes russes Lost City of Gold, précédemment situé à Nigloland ainsi que Sunway Lagoon Suspension Bridge, un pont suspendu d'une portée de 428 mètres.
Le complexe de loisirs fait lui-même partie de Bandar Sunway, un domaine incluant hôtels, patinoire, monorail, centre commercial, etc.
En tant que parc aquatique, Sunway Lagoon est le 5e parc quant à la fréquentation en Asie et le 10e mondialement. En 2012, il voit une augmentation du public de 15,4 % avec 1 200 000 de visiteurs.

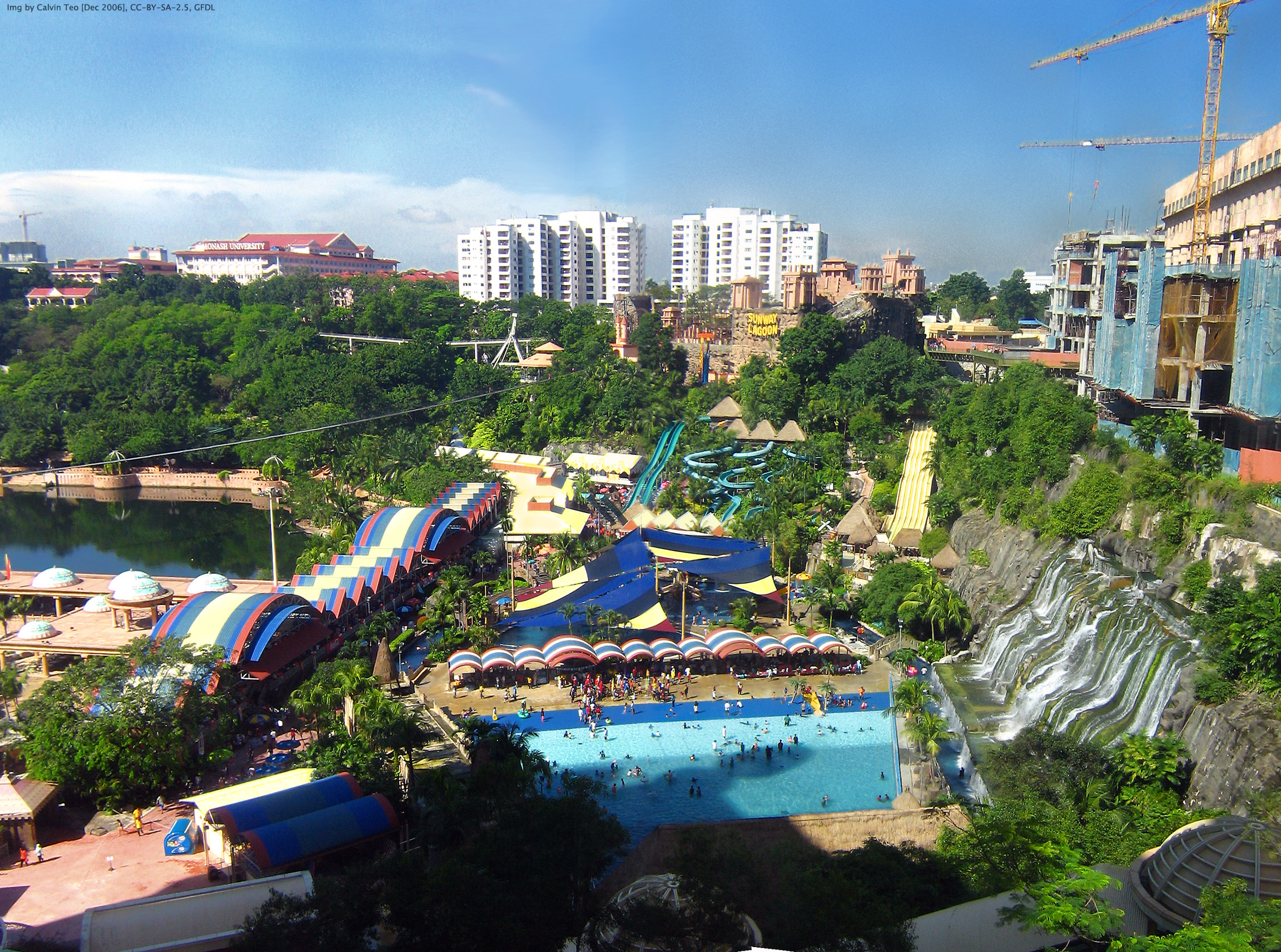
La partie nord du complexe.
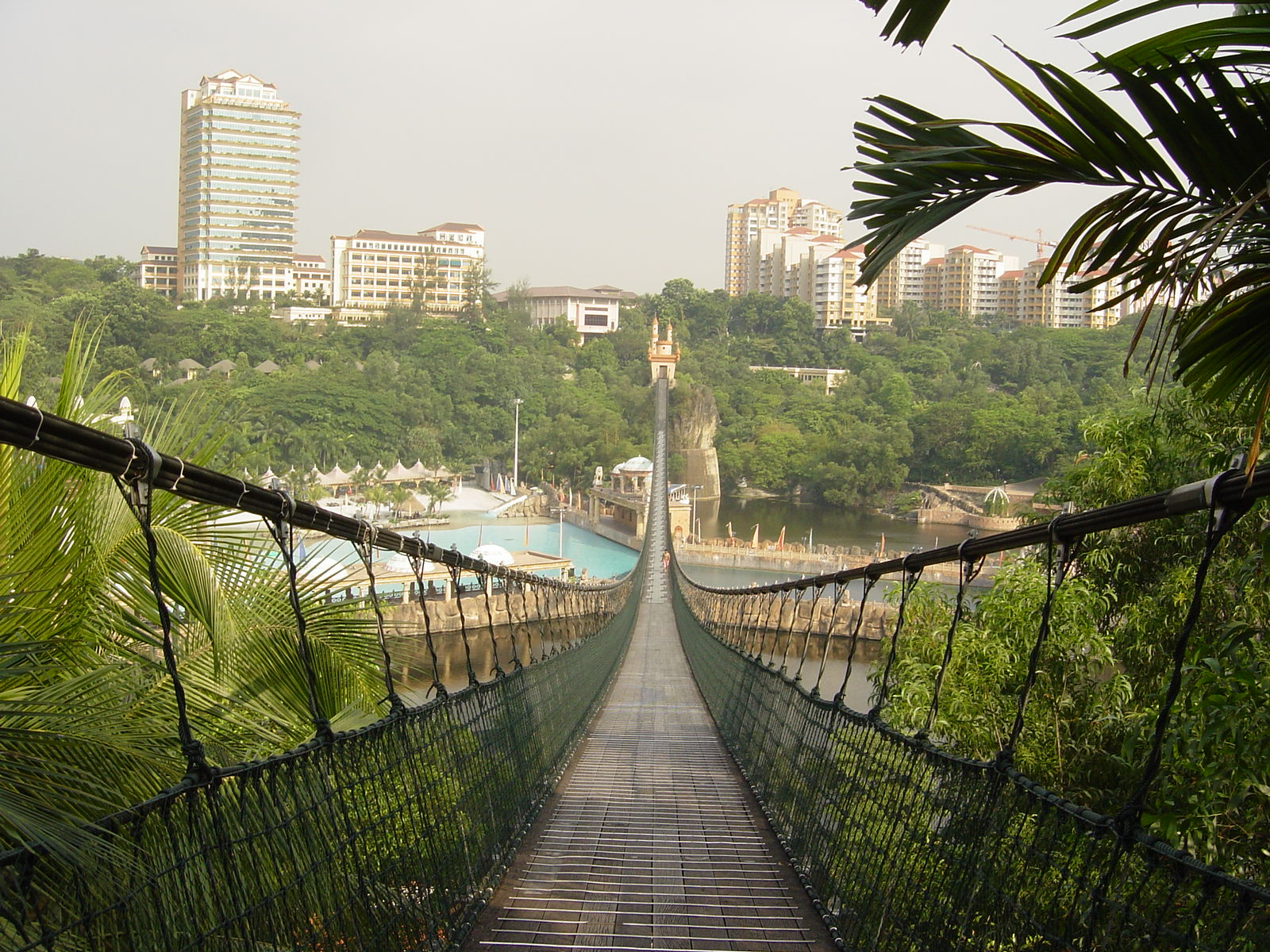
Sunway Lagoon Suspension Bridge.
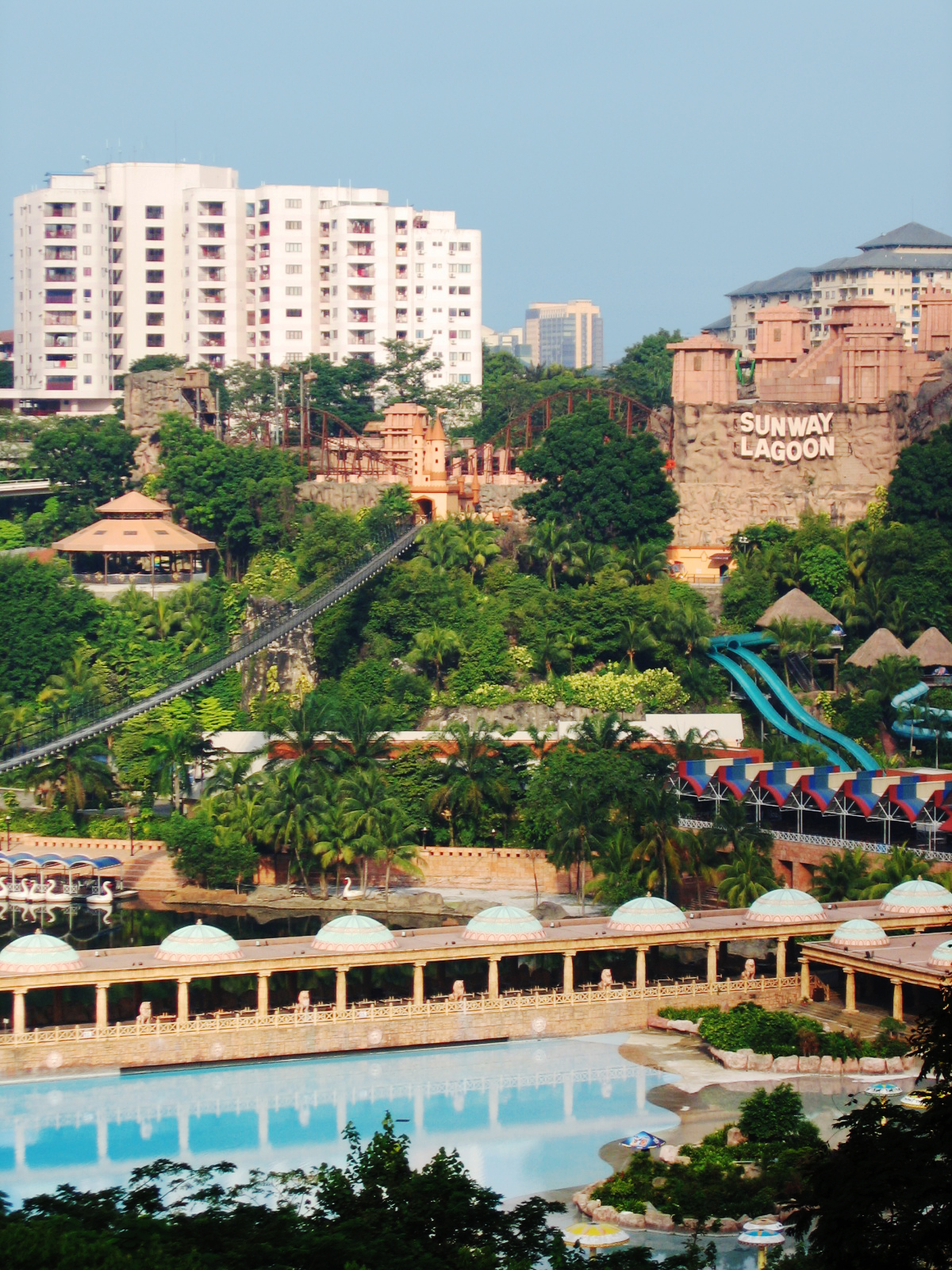
Vue vers Adventure Park.
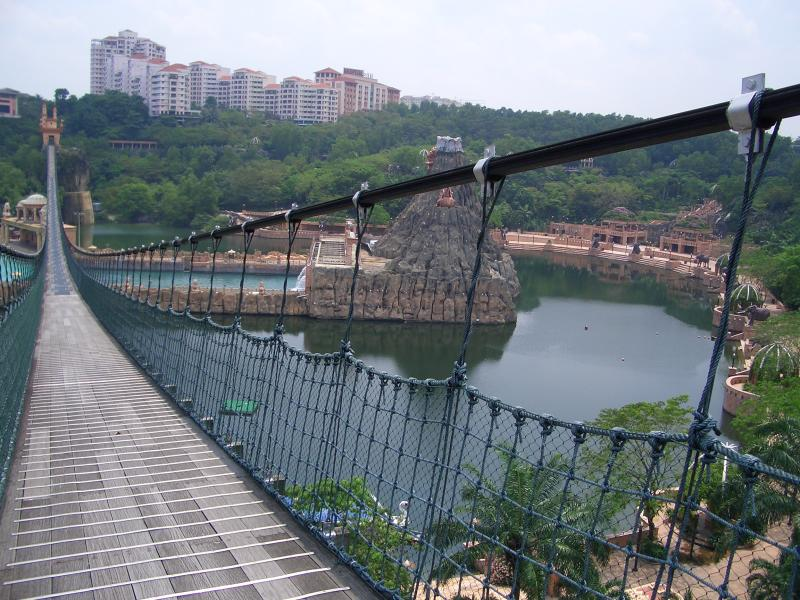
La partie sud.

## Fréquentation
Fréquentation annuelle 

1 200 000 (2019)
600 000 (2020)
600 000 (2021)
950 000 (2022)